# Hans Redwanz
Hans Redwanz (* 12. April 1950) ist ein ehemaliger deutscher Fußballspieler.
Der Mittelfeldspieler absolvierte fünf Spiele in der 2. Fußball-Bundesliga Süd in der Saison 1976/77 für Eintracht Trier. Sein Debüt gab er am 7. September 1976 im Auswärtsspiel beim FV 04 Würzburg, sein letztes Spiel absolvierte er am 19. März 1977 im Heimspiel gegen den FSV Frankfurt.